# Edward Pieczonka
Edward Pieczonka (ur. 13 maja 1881 we Lwowie-Bogdanówce, zm. w styczniu 1939) – polski nauczyciel, major piechoty Wojska Polskiego.

## Życiorys
Urodził się 13 maja 1881 we Lwowie-Bogdanówce. W 1902 ukończył C. K. IV Gimnazjum we Lwowie. Odbył studia na Wydziale Filozoficznym Uniwersytetu Lwowskiego. Podjął pracę nauczyciela od 2 września 1908. W 1909 jako filolog klasyczny był zastępcą nauczyciela w C. K. Gimnazjum w Brzeżanach.
Po zakończeniu I wojny światowej i odzyskaniu przez Polskę niepodległości został przyjęty do Wojska Polskiego w stopniu porucznika jako były oficer c. i k. armii. Brał udział w wojnie polsko-ukraińskiej 1918-1919 i dostał się wówczas do niewoli. Został awansowany do stopnia kapitana piechoty ze starszeństwem z dniem 1 czerwca 1919 (w 1923 był zweryfikowany z lokatą 8, w 1924 z lokatą 4).
W latach 1923–1927 pełnił służbę w Powiatowej Komendzie Uzupełnień Sambor, pozostając oficerem nadetatowymm 5 Pułku Strzelców Podhalańskich w Przemyślu. W lutym 1926 został zatwierdzony na stanowisku kierownika I referatu. 3 maja 1926 roku został mianowany majorem ze starszeństwem z 1 lipca 1925 roku i 3. lokatą w korpusie oficerów piechoty. W lutym 1927 został przeniesiony do Powiatowej Komendy Uzupełnień Ostrowiec na stanowisko komendanta, a następnie został przeniesiony w stan spoczynku.
W 1928 mieszkał w Grybowie. Podjął pracę profesora w Gimnazjum w Grybowie. W tym mieście zamieszkiwał do 1939. Był członkiem zarządu koła Towarzystwa Nauczycieli Szkół Średnich i Wyższych w Nowym Sączu. Pełnił funkcję sekretarza Kasyna Obywatelsko-Urzędniczego w Grybowie.
Zmarł w styczniu 1939. Został pochowany 16 stycznia 1939 w Grybowie.